# Brewarrina Airport
Brewarrina Airport är en flygplats i Australien. Den ligger i kommunen Brewarrina och delstaten New South Wales, i den sydöstra delen av landet, omkring 600 kilometer nordväst om delstatshuvudstaden Sydney.
Trakten runt Brewarrina Airport är nära nog obefolkad, med mindre än två invånare per kvadratkilometer.. Närmaste större samhälle är Brewarrina, nära Brewarrina Airport.
Omgivningarna runt Brewarrina Airport är i huvudsak ett öppet busklandskap. Genomsnittlig årsnederbörd är 418 millimeter. Den regnigaste månaden är februari, med i genomsnitt 75 mm nederbörd, och den torraste är oktober, med 2 mm nederbörd.